# Can Selmo
Can Selmo és un edifici del municipi de Vilamacolum (Alt Empordà) inclosa en l'Inventari del Patrimoni Arquitectònic de Catalunya. Està situat dins del nucli urbà de la població de Vilamacolum, a la banda nord-est del terme, formant cantonada entre el carrer Tramuntana i el carrer Closes.

## Descripció
És un edifici cantoner de planta irregular format per diversos cossos adossats, amb les cobertes de teula d'un i dos vessants i distribuït en planta baixa i pis. La façana principal, orientada al carrer Tramuntana, presenta un portal d'accés d'arc de mig punt adovellat, amb els brancals bastits amb carreus ben escairats. Damunt seu, al pis, hi ha una finestra biforada amb la llinda d'arquets trilobulats. La resta del parament combina obertures rectangulars emmarcades en pedra amb altres bastides en maons, algunes d'arc rebaixat. La façana lateral presenta un portal i una finestra emmarcats en maons. La façana posterior, que dona pas a la plaça Catalunya, presenta dos grans finestrals d'arc de mig punt emmarcats en maons al pis, que tenen sortida a un balcó corregut actualment restituït. La resta d'obertures del parament són rectangulars i senzilles, sense cap tipus d'emmarcament destacat.
La part principal de la construcció presenta un parament de carreus regulars ben tallats, disposats en filades i lligats en morter de calç. La resta del parament presenta un revestiment arrebossat, força degradat en diversos trams.

## Història
Can Selmo té el seu origen en època gòtica. Probablement era la casa del delme en Vilamacolum de Sant Pere de Rodes. Al seu interior conserva diversos elements d'interès, el més remarcable dels quals és la decoració escultòrica dels capitells. En l'actualitat aquesta façana no es fa servir, i l'accés a l'interior es fa a través d'una altra façana.